# 讃良郡
- 令制国一覧 > 畿内 > 河内国 > 讃良郡
- 日本 > 近畿地方 > 大阪府 > 讃良郡

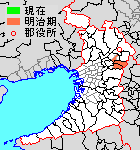
大阪府讃良郡の位置

讃良郡（ささらぐん）は、かつて河内国・堺県・大阪府にあった郡。

## 郡域
1880年（明治13年）に行政区画として発足した当時の郡域は、概ね下記の区域にあたる。
- 四條畷市の全域
- 大東市の大部分（諸福、太子田、赤井、氷野、大東町より北西を除く）
- 寝屋川市の一部（萱島信和町、木田元宮、中木田町、木田町、昭栄町、初町、秦町、豊野町、幸町、国松町、八幡台、太秦、高宮、宇谷町、池の瀬町、明徳より南東かつ明徳、池の瀬町、宇谷町、太秦桜が丘、太秦高塚町、高宮あさひ丘、小路北町より北西および日之出町・本町・三井が丘の各一部）

## 歴史

### 古代
和名類聚抄には「佐良良」という訓が記載されており、古くは「さらら」と読んだ。持統天皇の諱「鸕野讚良」の「讃良」は讃良郡に由来するものであり、「うののさらら」と読まれる。「さらら郡」には更占郡などの表記もある。のちに「さら郡」という読みが現れ、近世以降はもっぱら「ささら郡」と読まれる。

#### 式内社
『延喜式』神名帳に記される郡内の式内社。
| 神名帳                     | 神名帳       | 神名帳 | 神名帳   | 比定社         | 比定社                 | 比定社 | 集成 |
| 社名                       | 読み         | 格     | 付記     | 社名           | 所在地                 | 備考   | 集成 |
| -------------------------- | ------------ | ------ | -------- | -------------- | ---------------------- | ------ | ---- |
| 讃良郡 6座（大1座・小5座） |              |        |          |                |                        |        |      |
| 須波麻神社                 | スハマノ     | 小     | 鍬靫     | 須波麻神社     | 大阪府大東市中垣内     |        |      |
| 御机神社                   | ミツクヱノ   | 小     |          | 御机神社       | 大阪府四條畷市南野     |        |      |
| 高宮神社                   | タカミヤノ   | 大     | 月次新嘗 | 高宮神社       | 大阪府寝屋川市高宮     |        |      |
| 津桙神社                   | ツホコノ     | 小     |          | 合祀：忍陵神社 | 大阪府四條畷市岡山     |        |      |
| 高宮大社祖神社             | -オホモリノ- | 小     |          | 大杜御祖神社   | 大阪府寝屋川市高宮     |        |      |
| 国中神社                   | クナカノ     | 小     |          | 国中神社       | 大阪府四條畷市清滝中町 |        |      |
| 凡例を表示                 |              |        |          |                |                        |        |      |

### 近世以降の沿革
- 「旧高旧領取調帳」に記載されている明治初年時点での支配は以下の通り。●は村内に寺社領が、○は寺社除地[3]が存在。（35村）

| 知行         | 知行                   | 村数 | 村名 |
| ------------ | ---------------------- | ---- | --- |
| 幕府領       | 幕府領                 | 15村 | ○灰塚村、○御供田村、中村新田、○三箇村、横山新田、北条村、○河北村、蔀屋村、中野村上郷、中野村逢坂郷、萱島流作新田、○御領村、太子田村、尼ヶ崎新々田、尼ヶ崎新田 |
| 幕府領       | 京都守護職役知         | 12村 | ●深野新田、○深野北新田、深野南新田、上田原村、下田原村、○岡山村、○高宮村、○砂村、○堀溝村、○太秦村、○秦村、国松村                                              |
| 幕府領       | 旗本領                 | 3村  | 南野村、中野村、木田村 |
| 幕府領       | 京都守護職役知・旗本領 | 1村  | 小路村 |
| 藩領         | 大和郡山藩             | 3村  | 中垣内村、野崎村、寺川村 |
| 幕府領・藩領 | 幕府領・郡山藩         | 1村  | ○龍間村 |

- 慶応4年

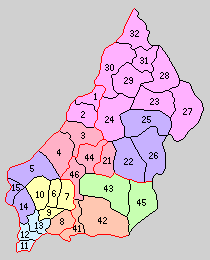
41.住道村 42.四条村 43.甲可村 44.豊野村 45.田原村 46.寝屋川村（水色：大阪市 左紫：守口市 桃：枚方市 赤：寝屋川市 橙：大東市 黄：門真市 緑：四條畷市 右紫：交野市 1 - 15は茨田郡 21 - 32は交野郡）

  - 2月 - 幕府領・旗本領が大坂裁判所司農局の管轄となる。
  - 5月2日（1868年6月21日） - 大坂裁判所司農局の管轄地域が大阪府司農局の管轄となる。
  - 6月8日（1868年7月27日） - 大阪府司農局の管轄地域が大阪府南司農局の管轄となる。
- 明治2年
  - 1月20日（1869年3月2日） - 大阪府南司農局の管轄地域が河内県の管轄となる。
  - 8月2日（1869年9月7日） - 河内県の管轄地域が堺県の管轄となる。
- 明治4年
  - 7月14日（1871年8月29日） - 廃藩置県により藩領が郡山県の管轄となる。
  - 11月22日（1872年1月2日） - 第1次府県統合により、全域が堺県の管轄となる。
- 明治7年（1874年）1月22日 - 大区小区制の堺県での施行により、河内国第2大区・河内国第3大区となる。
- 明治13年（1880年）4月15日 - 郡区町村編制法の堺県での施行により、行政区画としての讃良郡が発足。茨田郡三矢村の浄念寺に「枚方郡役所」が設置され、同郡および交野郡とともに管轄。枚方郡役所はまもなく改称して「茨田交野讃良郡役所」となる。
- 明治14年（1881年）2月7日 - 大阪府の管轄となる。
- 明治15年（1882年） - 中野村上郷が清滝村、中野村逢坂郷が逢坂村にそれぞれ改称。
- 明治19年（1886年）（32村）
  - 尼ヶ崎新々田が尼ヶ崎新田に合併。
  - 御領村・太子田村の所属郡が茨田郡に変更。
- 明治22年（1889年）4月1日 - 町村制の施行により、下記の各村が発足。特記以外は現・枚方市。（6村）
  - 住道村 ← 三箇村、尼ヶ崎新田、横山新田、中村新田、御供田村、灰塚村（現・大東市）
  - 四条村 ← 野崎村、北条村、龍間村、寺川村、中垣内村、深野新田、深野北新田、深野南新田（現・大東市）
  - 甲可村 ← 中野村、岡山村、砂村、蔀屋村、清滝村、逢坂村、南野村（現・四條畷市）
  - 豊野村 ← 高宮村、国松村、秦村、太秦村、小路村（現・寝屋川市）
  - 田原村 ← 下田原村、上田原村（現・四條畷市）
  - 寝屋川村 ← 萱島流作新田、木田村、堀溝村、河北村（現・寝屋川市）
- 明治29年（1896年）4月1日 - 郡制の施行のため、「茨田交野讃良郡役所」が管轄する各郡の区域をもって北河内郡が発足。同日讃良郡廃止。

## 行政
枚方郡長→堺県茨田・交野・讃良郡長
| 代 | 氏名     | 就任年月日                | 退任年月日               | 備考         |
| -- | -------- | ------------------------- | ------------------------ | ------------ |
| 1  | 匝瑳胤常 | 明治13年（1880年）4月16日 | 明治14年（1881年）2月6日 | 大阪府に移管 |

大阪府茨田・交野・讃良郡長
| 代 | 氏名     | 就任年月日                | 退任年月日                | 備考                                   |
| -- | -------- | ------------------------- | ------------------------- | -------------------------------------- |
| 1  | 匝瑳胤常 | 明治14年（1881年）2月7日  | 明治16年（1883年）6月5日  |                                        |
| 2  | 岡林秀胤 | 明治16年（1883年）6月5日  | 明治18年（1885年）8月18日 |                                        |
| 3  | 俣野景孝 | 明治18年（1885年）8月18日 | 明治23年（1890年）6月16日 |                                        |
| 4  | 小向寛雄 | 明治23年（1890年）6月16日 | 明治24年（1891年）1月15日 |                                        |
| 5  | 川越重徳 | 明治24年（1891年）1月15日 | 明治26年（1893年）5月31日 |                                        |
| 6  | 向日保雄 | 明治26年（1893年）5月31日 | 明治29年（1896年）3月31日 | 茨田郡・交野郡との合併により讃良郡廃止 |